# 2-й саміт G7

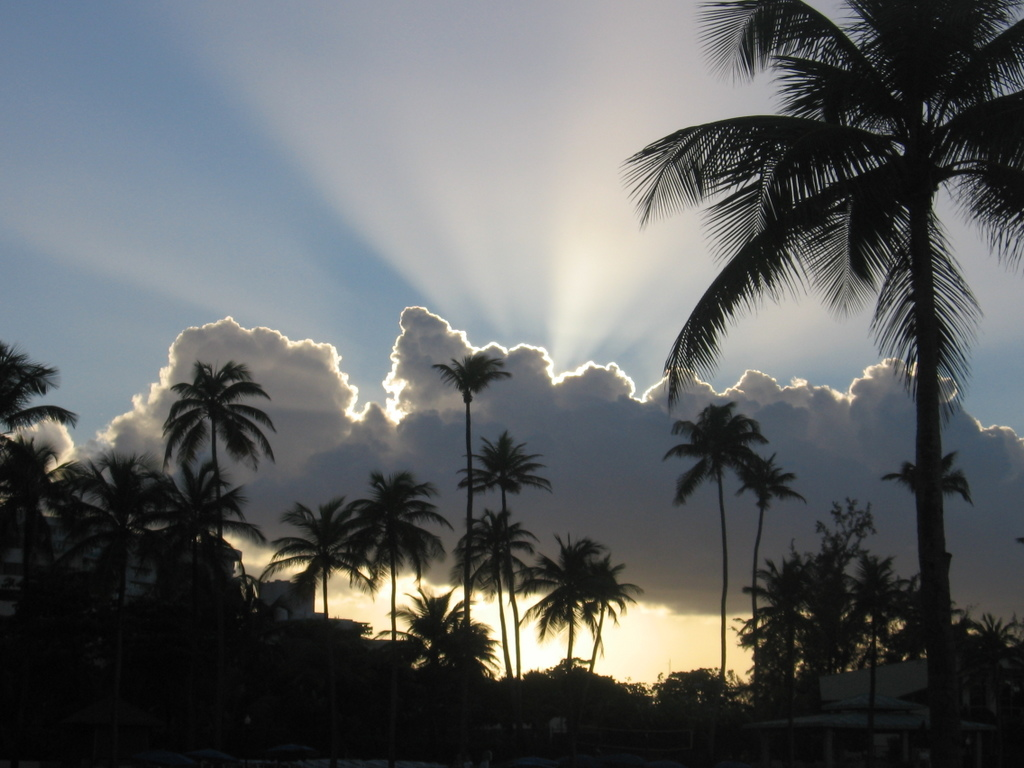

2-й саміт Великої сімки — зустріч на вищому рівні керівників держав Великої сімки, проходив 27-28 червня 1976 року в Дорадо (Пуерто-Рико, США).

## Учасники
| Core G7 members   |                   |                       |                 |
| Учасник           | Учасник           | Представляє           | Посада          |
| Канада            | Канада            | П'єр Трюдо            | Прем'єр-міністр |
| Франція           | Франція           | Валері Жискар д'Естен | Президент       |
| Німеччина         | Німеччина         | Гельмут Шмідт         | Канцлер         |
| Італія            | Італія            | Альдо Моро            | Прем'єр-міністр |
| Японія            | Японія            | Мікі Такео            | Прем'єр-міністр |
| Велика Британія   | Велика Британія   | Джеймс Каллаган       | Прем'єр-міністр |
| США               | США               | Джеральд Форд         | Президент       |
| Європейський Союз | Європейський Союз | Рой Дженкінс          | Президент ЄС    |